# Grado, Asturias
Grado (Asturian: Grau) là một đô thị trong cộng đồng tự trị của Công quốc Asturias, Tây Ban Nha.

## Giáo khu
| - Ambás - Báscones - Bayo - Berció - Cabruñana - Castañedo - Coalla | - El Fresno - Grado - Gurullés - La Mata - Las Villas - Peñaflor - Pereda | - Rañeces - Restiello - Rodiles - Rubiano - Sama de Grado - Santa María de Grado - Santa María de Villandás | - Santianes - Santo Adriano del Monte - Sorribas - Tolinas - Vigaña - Villamarín - Villapañada |